# Totalitarisme
Totalitarisme is een politiek systeem, dat de gehele maatschappij ondergeschikt maakt aan het idee van een nationale staat, met een staats-ideologie die de gehele samenleving, vanuit de overheid, tot in haar diepste geledingen doordringt. Het begrip totalitarisme werd in de politieke wetenschappen ingevoerd om de vergelijking tussen Nazi-Duitsland onder Adolf Hitler, en de Sovjet-Unie onder Jozef Stalin mogelijk te maken; ook het bewind van Mao Zedong in China geldt als totalitair. De precieze definitie hangt af van welke wezenlijke overeenkomsten men tussen deze regimes ziet.

## Nadere definiëring
Bij totalitarisme wordt de heersende ideologie in een totalitaire staat gepropageerd als de enig mogelijke weg naar een betere toekomst. Het is een systeem waarbij de staat bijna volledige controle heeft op het dagelijks leven van mensen, zowel in politiek, cultureel, filosofisch, godsdienstig als in sociaal en economisch opzicht. Eén en ander moet worden onderscheiden van autoritarisme. Autoritaire stelsels zijn stelsels waarbij de overheid geen of weinig politieke vrijheid toelaat, en er meestal geen (echte) vrije verkiezingen zijn. Maar in een dergelijke staat kan het zijn dat andere terreinen van maatschappelijk leven niet worden gereguleerd door de overheid.

### Voorgeschiedenis

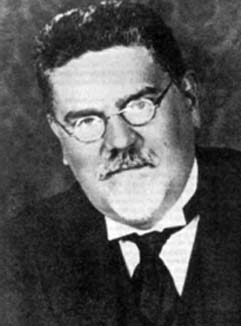
Giovanni Gentile (1875-1944) gold als huisfilosoof van het fascisme.

Het begrip totalitarisme gaat terug op de Italiaanse denker Giovanni Gentile, die pleitte voor een stato totalitario, een staat die in alle geledingen van het maatschappelijk leven zou ingrijpen. Mussolini nam dit pleidooi van hem over en maakte het tot doel van zijn fascisme, maar zou nooit een werkelijk totalitaire staat vestigen: in de praktijk berustte de machtsuitoefening in fascistisch Italië op strijd en compromissen tussen staat, kerk, leger, monarchie en de Fascistische Partij.
Tijdens en vooral na de Tweede Wereldoorlog kreeg "totalitarisme" zijn nieuwe betekenis: het diende vanaf dat moment vooral om overeenkomsten tussen nazi-Duitsland en het stalinisme mee aan te wijzen. De eersten die deze overeenkomst opmerkten waren Leon Trotski, die in 1937 een "dodelijke gelijkheid" tussen beide beschreef (maar nog niet repte van totalitarisme), en Rudolf Hilferding, die er kort voor zijn dood een artikel aan wijdde (en daarin wel sprak van het 'totalitaire' nazibewind).

### Totalitarisme als bureaucratie
Met haar boek uit 1951, The Origins of Totalitarianism, gaf Hannah Arendt het woord zijn hedendaagse betekenis. De voornaamste theorie van het totalitarisme werd echter die van C. J. Friedrich en Z. Brzezinski, die vanaf 1953 zes criteria van totalitaire stelsels aanwezen:
- de aanwezigheid van één staatsideologie, waarin het gehele volk dient te geloven;
- een eenpartijstaat, vooral indien geleid door één persoon;
- een geheime politie met verregaande bevoegdheden;
- een staatsmonopolie op de communicatiemiddelen;
- een geweldsmonopolie in handen van de staat;
- staatscontrole over de economie.

De theorie van Friedrich en Brzezínski, opgesteld op het hoogtepunt van de Koude Oorlog, was tegelijk een wetenschappelijk project en een poging om antifascistische sentimenten om te vormen tot anticommunisme. In navolging van Friedrich en Brzezínski formuleerden de neoliberalen Hayek en Friedman het idee dat bureaucratisering en toenemende macht van de overheid de weg naar een totalitaire staat vormden. De westerse verzorgingsstaten zouden op deze weg zijn geweest.
Diverse historici van de naziperiode in Duitsland en de stalinistische Sovjet-Unie hebben hun twijfels geuit bij de bruikbaarheid van het totalitarisme dat Friedrich en Brzezinski beschrijven, omdat het in beide gevallen te sterk de indruk zou wekken van de staat als effectieve, geoliede terreurmachine. Volgens bijv. Hans Mommsen blijkt nazi-Duitsland bij nadere beschouwing veel minder georganiseerd dan het gebruikelijke beeld wil en ontstond de terreur juist door het gebrek aan organisatie. Ook Ian Kershaw heeft zich kritisch uitgelaten over het concept totalitarisme en de toepassing ervan op nazi-Duitsland, hoewel hij hier minder ver in gaat dan Mommsen. Soortgelijke analyses zijn gemaakt van de Sovjet-Unie.

### Totalitarisme als schijnbureaucratie
Een andere theorie van het totalitarisme gaat terug op Leonard Shapiro en werd in Nederland verdedigd door Bart Tromp. In deze visie is niet bureaucratie het wezenskenmerk van Hitler-Duitsland en het stalinisme, maar juist regeringsloosheid: wetten, regels en instituties lijken voort te bestaan, maar in werkelijkheid regeert een grote leider naar willekeur. Men dient dan ook niet te spreken van een totalitaire staat, maar van een totalitair bewind, gestoeld op een combinatie van staat, partij en leider, met vijf belangrijke kenmerken:
- de leider staat boven partij en staat, en keert zich tegen elk afwijkend geluid (Nacht van de Lange Messen, Grote Zuivering, Culturele Revolutie)
- ondermijning van de rechtsorde;
- staatscontrole op de privésfeer;
- permanente mobilisering van de bevolking (voor oorlog, vijfjarenplan in vier jaar, Grote Sprong Voorwaarts);
- legitimering op basis van massale aanhang ("een perverse vorm van volkssoevereiniteit").